# Camilo Rencoret
Camilo Elías Rencoret Lecaros (Viña del Mar, 4 gennaio 1991) è un calciatore cileno, centrocampista del Barnechea.

## Caratteristiche tecniche
È un Centrocampista.